# 콜로라도 광업대학
콜로라도 광업대학(Colorado School of Mines)은 1874년 설립된 미국 콜로라도주 골든에 위치한 공립 연구형 대학이다. 이 학교는 공학, 과학, 수학 부문에서, 특히 에너지와 환경을 집중하여 학사 및 석박사 학위를 수여한다. 인문, 예술, 사회과학 부문의 부전공 학위를 제공하기는 하지만 경제학을 제외한 STEM 교육 분야의 전공 학위만을 제공한다. 2022년 가을 학기 기준으로 등록 학생 수는 총 7,408명이다.